# Елена Исинбаева
Елена Исинбаева е руска лекоатлетка и световна рекордьорка в овчарския скок с постижение от 5,06 м. Трикратна световна, двукратна олимпийска и европейска шампионка по лека атлетика. През кариерата си има общо 28 световни рекорда.

## Биография
Родена е на 3 юни 1982 г. във Волгоград, СССР. Днес тя живее в Донецк, Украйна, както и в огромен апартамент в Монако. В Донецк тренира под надзора на Сергей Бубка.
Носителка е на 2 златни олимпийски медала от игрите в Атина през 2004 г. с 4,91 м и от Олимпиадата в Пекин от 2008 г. с 5,05 м (световен рекорд). Трикратна световна шампионка (2005, 2007 и 2013 г.). Спортист на годината за 2004 г. и 2005 г. на ИААФ.
Исинбаева подобрява 27 пъти световния рекорд от 13 юли 2003 г. (4,82 м) до 18 август 2008 г. (5,05 м). Освен 2 олимпийски титли зад себе си има и 2 златни и бронзов медал от шампионати на планетата.
Днес тя е считана за най-великата лекоатлетка в овчарския скок. Наричана е още женски вариант на Сергей Бубка заради нейната отдаденост и непобедимост. Тя е почетен гражданин на Донецк.